# 1942 dans le catholicisme
Chronologie du catholicisme
- 1938
- 1939
- 1940
- 1941
- 1942
- 1943
- 1944
- 1945
- 1946

Cet article présente les faits marquants de l'année 1942 dans le catholicisme.

## Évènements
- 9 août : sainte Edith Stein, religieuse carmélite allemande, philosophe et théologienne convertie du judaïsme assassinée à Auschwitz.

## Naissances
- 1er janvier : Franck Chaigneau, prêtre jésuite français engagé dans l'action sociale
- 6 janvier : Guire Poulard, prélat haïtien, archevêque de Port-au-Prince († 9 décembre 2018)
- 7 janvier : Ricardo Ezzati, cardinal italo-chilien, archevêque de Santiago du Chili
- 13 janvier : Piero Marini, prélat italien de la Curie
- 16 janvier : Mario Giordana, prélat italien, diplomate du Saint-Siège et archevêque titulaire de Minora (de)
- 26 janvier : Louis-Marie Chauvet, prêtre, théologien et enseignant français
- 6 février : Fortunato Frezza, cardinal italien de la Curie, précédemment archevêque titulaire de Treba (de)
- 13 février : Vincent-Paul Toccoli, prêtre salésien, enseignant, anthropologue et expert français du bouddhisme († 5 août 2013)
- 22 février : Bernard Genoud, prélat suisse, évêque de Lausanne, Genève et Fribourg († 21 septembre 2010)
- 24 février : Cyril Axelrod, prêtre sud-africain, sourd et aveugle, connu pour son apostolat auprès des handicapés
- 25 février : Antonio Lucibello, prélat italien, diplomate du Saint-Siège et archevêque titulaire de Thurio (de)
- 13 mars : Carlos Aníbal Altamirano Argüello, prélat équatorien, évêque de Azogues († 25 septembre 2015)
- 28 mars : Luciano Monari, prélat italien, évêque de Brescia
- 29 mars : Jorge Jiménez Carvajal, cardinal colombien, archevêque de Carthagène des Indes
- 7 avril : Gualtiero Bassetti, cardinal italien, archevêque de Pérouse
- 13 avril : Ricardo Blázquez Pérez, cardinal espagnol, archevêque de Valladolid
- 15 avril : Michel Dubost, prélat français, évêque d’Évry
- 21 avril : Vitus Huonder, prélat suisse, évêque de Coire († 3 avril 2024)
- 22 avril : Paul Hinder, prélat et missionnaire suisse, vicaire apostolique d'Arabie méridionale et évêque titulaire de Macon (de)
- 1er mai : 
  - Virginio Bressanelli, prélat argentin, évêque de Neuquén
  - Dominique Le Tourneau, prêtre, canoniste, écrivain et poète français
- 5 mai : Luiz Mancilha Vilela, prélat brésilien, archevêque de Vitória († 23 août 2022)
- 9 mai : Antonio Sozzo, prélat italien, diplomate du Saint-Siège et archevêque titulaire de Concordia (de)
- 10 mai : Gilbert Aubry, prélat français, évêque de Saint-Denis de La Réunion
- 12 mai : 
  - Carillo Gritti, prélat et missionnaire italien, prélat territorial d'Itacoatiara († 9 juin 2016)
  - Friedhelm Hofmann, prélat allemand, évêque de Wurtzbourg
- 24 mai : Giuseppe Lazzarotto, prélat italien, diplomate du Saint-Siège et archevêque titulaire de Numana (de)
- 6 juin : Norberto Rivera Carrera, cardinal mexicain, archevêque de Mexico
- 18 juin : Bruno Chenu, prêtre, enseignant, théologien, éditeur et journaliste français († 23 mai 2003)
- 19 juin : Frank-Lothar Hossfeld, prêtre et théologien allemand († 2 novembre 2015)
- 21 juin : Norbert Brunner, prélat suisse, évêque de Sion
- 22 juin : Henri Coudray, prélat jésuite et missionnaire français, vicaire apostolique de Mongo et évêque titulaire de Silli (de)
- 5 juillet : 
  - Alberto Bottari de Castello, prélat italien, diplomate du Saint-Siège et archevêque titulaire de Foratiana (de) puis d'Opitergium (de) († 13 juillet 2025)
  - Gianfranco Ghirlanda, cardinal jésuite et canoniste italien
- 18 juillet : Arrigo Miglio, cardinal italien, archevêque de Cagliari
- 28 juillet : Louis Portella Mbuyu, prélat congolais, évêque de Kinkala
- 2 août : Jean-Marie Sarron, prêtre français, aumônier national de la Fédération sportive et culturelle de France († 24 avril 2014)
- 4 août : Bernard Barsi, prélat français, archevêque de Monaco († 28 décembre 2022)
- 8 août : John Paul Meier, prêtre, bibliste et théologien américain († 18 octobre 2022)
- 13 août : Adriano Bernardini, prélat italien, diplomate du Saint-Siège et archevêque titulaire de Falerii (de)
- 15 août : Osvaldo Padilla, prélat philippin, diplomate du Saint-Siège et archevêque titulaire de Pia (de)
- 28 août : Jorge Urosa, cardinal vénézuélien, archevêque de Caracas († 23 septembre 2021)
- 30 août : Hugo Mujica, prêtre, écrivain, philosophe et poète argentin
- 5 septembre : Norbert Trelle, prélat allemand, évêque de Hildesheim
- 15 septembre : Thomas Astan, acteur allemand devenu prêtre salésien († 11 octobre 2024)
- 22 septembre : Rubén Salazar Gómez, cardinal colombien, archevêque de Bogotá
- 27 septembre : Gonzalo Duarte García de Cortázar, prélat chilien, évêque de Valparaiso, précédemment évêque titulaire de Lamiggiga (de)
- 1er octobre : Giuseppe Bertello, cardinal italien de la Curie, précédemment diplomate du Saint-Siège et archevêque titulaire d'Urbs Salvia (de)
- 18 octobre : Gianfranco Ravasi, cardinal italien de la Curie, précédemment archevêque titulaire de Villamagna-en-Proconsulaire (de)
- 26 octobre : George Panikulam, prélat indien, diplomate du Saint-Siège et archevêque titulaire de Caudium (de)
- 7 novembre : André Vingt-Trois, cardinal français, archevêque de Paris († 18 juillet 2025)
- 14 novembre : Jean-Noël Aletti, prêtre jésuite et exégète français
- 9 décembre : Basile Tapsoba, prélat burkinabé, évêque de Koudougou
- 15 décembre : 
  - Lorenzo Piretto, prélat italien, archevêque d'Izmir
  - Anton Stres, prélat slovène, archevêque de Ljubljana
- 29 décembre : Óscar Andrés Rodríguez Maradiaga, cardinal hondurien, archevêque de Tegucigalpa
- Date précise inconnue : 
  - Jeannine Gramick, religieuse américaine pionnière du dialogue entre l'Église et les personnes LGBT
  - Hervé Itoua, prélat congolais, évêque de Ouesso

## Décès
- 2 janvier : Paul Lahargou, prêtre, enseignant et écrivain français (° 21 février 1855)
- 9 janvier : 
  - Bienheureux Casimir Grelewski, prêtre et martyr polonais du nazisme (° 20 janvier 1907)
  - Bienheureux Josef Pawlowski, prêtre et martyr polonais du nazisme (° 9 août 1890)
- 7 février : Bienheureux Wojciech Nierychlewski, prêtre et martyr polonais du nazisme (° 20 avril 1903)
- 24 février : Louis-Adolphe Paquet, prêtre, théologien, écrivain et enseignant canadien (° 4 août 1859)
- 26 février : Tommaso Pio Boggiani, cardinal italien de la Curie, précédemment archevêque titulaire d'Édesse-en-Osroène (° 19 janvier 1963)
- 28 février : Bienheureux Stanisław Tymoteusz Trojanowski, prêtre franciscain et martyr polonais du nazisme (° 29 juillet 1908
- 2 mars : Sergueï Soloviev, prêtre et poète russe (° 13 octobre 1885)
- 18 mars : Paul-Augustin Lecœur, prélat français, évêque de Saint-Flour (° 13 mars 1848)
- 10 avril : Bienheureux Boniface Zukowski, prêtre franciscain et martyr polonais du nazisme (° 13 janvier 1913)
- 19 avril : Philibert Biourge, prêtre, botaniste, mycologue et chimiste belge (° 8 avril 1864)
- 2 mai : Jean Larregain, prélat et missionnaire français, vicaire apostolique du Yunnan et évêque titulaire d'Arycanda (de) (° 6 janvier 1888)
- 17 mai : Anton Gebert, prêtre sudète, opposant au nazisme, mort à Dachau (° 10 avril 1885)
- 19 mai : Alfred Baudrillart, cardinal et enseignant français, membre de l'Académie française, évêque titulaire d'Hemeria (de) puis archevêque titulaire de Mélitène (de) (° 6 janvier 1859)
- 25 mai : Célestin Renoux, prêtre et missionnaire français en Inde (° 14 novembre 1876)
- 4 juin : Bienheureux Antoine Zawistowski, prêtre et martyr polonais du nazisme (° 10 novembre 1882)
- 11 juin : Jacques Savey, prêtre dominicain et résistant français, mort à Bir Hakeim, compagnon de la Libération (° 9 octobre 1910)
- 22 juin : August Froehlich, prêtre allemand, opposant au nazisme mort à Dachau (° 26 janvier 1891)
- 3 juillet : Joseph Lenzel, prêtre allemand, opposant au nazisme exécuté (° 21 avril 1890)
- 4 juillet : Bienheureux Joseph Kowalski, prêtre et martyr polonais du nazisme (° 13 mars 1911)
- 9 juillet : Bienheureux Fidèle Chojnacki, prêtre capucin et martyr polonais du nazisme (° 1er novembre 1906)
- 26 juillet : Saint Titus Brandsma, prêtre carme, journaliste, enseignant et martyr néerlandais mort à Dachau (° 23 février 1881)
- 1er août : Bienheureux Gérard Hirschfelder, prêtre, opposant au nazisme et martyr allemand (° 17 février 1907)
- 7 août : Bienheureux Thaddée Dulny, séminariste et martyr polonais du nazisme (° 8 août 1914)
- 10 août : Bernhard Heinzmann, prêtre allemand exécuté, résistant au nazisme (° 20 août 1903)
- 12 août : Bienheureux Florian Stepniak, prêtre capucin et martyr polonais du nazisme (° 3 janvier 1912)
- 20 août : Bienheureux Georg Häfner, prêtre, opposant au nazisme et martyr allemand (° 19 octobre 1900)
- 21 août : Franz Reinisch, prêtre allemand, objecteur de conscience et opposant au nazisme exécuté (° 1er février 1903)
- 25 août : Christoph Hackethal, prêtre allemand, résistant au nazisme, mort à Dachau (° 28 mars 1899)
- 29 août : Bienheureuse Sancie Szymkowiak, religieuse polonaise (° 10 juillet 1910)
- 10 septembre : Pawel Chomicz, prêtre, martyr du communisme et serviteur de Dieu russe (° 17 octobre 1893)
- 18 septembre : Bienheureux Joseph Kut, prêtre et martyr polonais du nazisme (° 21 janvier 1905)
- 20 septembre : Wilhelm Oberhaus, prêtre allemand, opposant au nazisme mort à Dachau (° 31 janvier 1901)
- 7 octobre : Bienheureuse Maria Antonina Kratochwil, religieuse et martyre polonaise du nazisme (° 21 août 1881)
- 12 octobre : Bienheureux Roman Sitko, prêtre et martyr polonais du nazisme ( ° 30 mars 1880)
- 17 octobre : Sebastião Leme da Silveira Cintra, cardinal brésilien, archevêque de Rio de Janeiro (° 20 janvier 1882)
- 26 octobre : William Finnemann, prélat germano-philippin, préfet apostolique de Calapan, résistant aux Japonais, martyr, serviteur de Dieu (° 18 décembre 1882)
- 3 décembre : Bienheureux Jan Franciszek Macha, prêtre et martyr polonais du nazisme (° 18 janvier 1914)
- 7 décembre : Manuel García Morente, prêtre, philosophe, traducteur et enseignant espagnol (° 22 avril 1886)
- 12 décembre : Augustin-Marie Tardieu, prélat et missionnaire français, vicaire apostolique de Qui Nhon et évêque titulaire de Vada (de) (° 16 octobre 1872)
- 13 décembre : Vladimir Ledóchowski, prêtre jésuite polonais, supérieur général de la Compagnie de Jésus (° 7 octobre 1866)